# Gampsocera tenuisinuosa
Gampsocera tenuisinuosa är en tvåvingeart som beskrevs av Kanmiya 1983. Gampsocera tenuisinuosa ingår i släktet Gampsocera och familjen fritflugor. Inga underarter finns listade i Catalogue of Life.